# تشارلز باسكوالي جريكو
تشارلز باسكوالي جريكو (بالإنجليزية: Charles Pasquale Greco)‏ هو قسيس أمريكي، ولد في 29 أكتوبر 1894، وتوفي في 20 يناير 1987.